# Google Sites
Google Sites is een wiki- en webpagina-creatie tool van Google. Op Google Sites kan men een team-georiënteerde site ontwikkelen waar meerdere mensen in kunnen samenwerken.

## Geschiedenis
Google Sites begon als JotSpot. In oktober 2006 werd JotSpot overgenomen door Google. De service was sinds de overname gratis, maar gebruikers waren verplicht een domeinnaam aan te schaffen. Vanaf 21 mei 2008 was het niet meer verplicht een domein te kopen en aldus werd Google Sites geheel kosteloos.
In juni 2016 kreeg Google Sites een grondige vernieuwingsbeurt.

## Censuur
Na een uitspraak van een Turkse rechtbank in 2009 werden alle door Google-Sites gehoste websites geblokkeerd. Dat gebeurde nadat een van de pagina's een vermeende belediging van Turkijes stichter, Mustafa Kemal Atatürk bevatte. In 2012 werd de blokkade als schending van artikel 10 van het Europees Verdrag inzake de rechten van de mens aangezien.